# 第14装甲擲弾兵師団 (ドイツ連邦陸軍)
第14装甲擲弾兵師団（ドイツ語：14. Panzergrenadierdivision）は、ドイツ連邦陸軍の師団のひとつ。1990年に設立された新しい師団で2008年に解散される。かつては安定化部隊（de:Stabilisierungskräfte）に指定されていた。メクレンブルク＝フォアポンメルン州ノイブランデンブルクに師団司令部を置き、師団の部隊は主にメクレンブルク＝フォアポンメルン州およびシュレースヴィヒ＝ホルシュタイン州、さらに北東多国籍軍団の一員としてポーランドのシュチェチンにも駐屯していた。

## 歴史
1990年、ドイツ再統一によりドイツ民主共和国国家人民軍の解体が始まり、ドイツ連邦陸軍では旧地上軍(東ドイツ陸軍)将兵の受け皿として、新たな師団の設置を決定した。本師団はかつてノイブランデンブルクに司令部を置いた国家人民軍地上軍第5軍管区の隷下師団を基として編成された。国家人民軍の第8自動車化狙撃兵師団、第9戦車師団、第1自動車化狙撃兵師団は解散され、それぞれ第40、第41、および第42旅団に編成された。1991年に自動車化狙撃兵師団は第8防衛管区 / 師団に縮小・改編される。1995年に第8防衛管区 / 第14装甲擲弾兵師団に改称・改編される。これにより郷土防衛旅団と連邦軍旅団はそれぞれ第40装甲擲弾兵旅団、第41装甲擲弾兵旅団、第42装甲旅団に改編される。1997年にポツダムに所在した第42装甲旅団は第13装甲擲弾兵師団に配転され、これと引き換えにノイミュンスターの第18装甲旅団が編入する。1997年に現在の師団名に改称し、1998年に「ハンザ（Hanse）」の通称を得る。1998年12月1日にノイブランデンブルクとの後援関係は終了する。
2001年、第40装甲旅団「メクレンブルク」は解散される。師団の計画的解散はそのまま継続され2007年に第41装甲擲弾兵旅団が第13装甲擲弾兵師団に配転される。更に2008年には師団隷下部隊の整理が進められた。第6偵察大隊は第41装甲擲弾兵旅団の装甲偵察中隊（オイティーンに駐屯、400人から70人に縮小）に縮小改編され、第801通信大隊は第41装甲擲弾兵旅団に、第610通信大隊は当初案では北東多国籍軍団へ、最終的には陸軍指揮司令部の直轄になる。2008年5月2日には第14軍楽隊が第1防衛管区音楽隊になる。2008年6月19日に第18装甲旅団（ボオシュテット）は正式に解散される。
最終代師団長ペーター・ゲーベル准将の下、2008年7月4日にノイブランデンブルクの師団司令部にて解散式典が執り行われ、2008年末に師団は解散される。

### 1999年時点の編制
平時は約19,000人の現役将兵が所属し、有事の際には約14,000人の予備役兵が追加される事になっていた。
- 第18装甲旅団　在ノイミュンスター
- 第40装甲擲弾兵旅団　在シュヴェリーン
- 第41装甲擲弾兵旅団　在エックジン
- 第80工兵旅団　在シュトルコー
- 師団直轄部隊
  - 第14砲兵連隊隊　在カルピン
  - 第14後方支援連隊　在デメン
  - 第600混成防空教導連隊　在レンズブルク
  - 第6衛生連隊　在ブライテンブルク
  - 第14軍楽隊　在ノイブランデンブルク
  - 第801通信大隊　在ノイブランデンブルク、シュラウベタール

### 実働任務
1997年から1998年までボスニア・ヘルツェゴビナでのSFOR第4次派遣部隊に参加する。1999年にはKFOR第2次ドイツ派遣部隊に参加した。2001年にはSFOR / KFOR第3次派遣部隊に、2003年から2004年にかけてはアフガニスタンでのISAFに参加する。これ以外に国内では2002年のエルベ川洪水の救助に参加した。師団はコソボとアフガニスタンでの任務を終了させた後に解散された。

## 歴代師団長
| 代 | 氏名                                                                    | 着任           | 離任           |
| -- | ----------------------------------------------------------------------- | -------------- | -------------- |
| 1  | ループレヒト・ハースラー陸軍少将 Ruprecht Haasler                       | 1990年10月3日  | 1994年9月30日  |
| 2  | ハンス＝ペーター・フォン・キルヒバッハ陸軍少将 Hans-Peter von Kirchbach | 1994年10月1日  | 1998年         |
| 3  | フリードリヒ・ライヒマン陸軍少将 de:Friedrich Riechmann                 | 1998年         | 2001年1月      |
| 4  | ヴォルフガング・コルテ陸軍少将 de:Wolfgang Korte                        | 2001年1月      | 2002年9月1日   |
| 5  | クリスチャン・トル陸軍少将 de:Christian Trull                           | 2002年9月1日   | 2005年1月      |
| 6  | ギュンター・ヴァイラー陸軍少将 de:Günter Weiler                         | 2005年1月      | 2006年4月      |
| 7  | ブルーノ・カスドルフ陸軍少将 de:Bruno Kasdorf                           | 2006年5月      | 2006年12月14日 |
| 8  | ペーター・ゲーベル陸軍准将 Peter Goebel                                 | 2006年12月15日 | 2008年12月31日 |